# Vernon Wells (baseball)
Pour les articles homonymes, voir Vernon Wells et Wells.
Vernon Wells III (né le 8 décembre 1978 à Shreveport, Louisiane, États-Unis) est un ancien joueur de champ extérieur de la Ligue majeure de baseball.
Il évolue de 1999 à 2010 pour les Blue Jays de Toronto, en 2011 et 2012 pour les Angels de Los Angeles et en 2013 pour les Yankees de New York.
Wells compte 3 sélections au match des étoiles, 3 Gants dorés et un Bâton d'argent.

## Jeunesse
Vernon Wells est né à Shreveport alors que son père jouait pour l'équipe de football américain semi-professionnelle locale, après une saison pour les Stampeders de Calgary en Ligue canadienne de football. En 1988, la famille Wells déménage pour Arlington (Texas). La même année, Vernon reçoit une balle de baseball dans le visage lors d'un entraînement alors qu'il évoluait au poste de deuxième but. Il décide se repositionner dans le champ extérieur. Pendant sa jeunesse, il fréquente régulièrement le stade des Rangers du Texas grâce à son père qui peignait des portraits d'athlètes, dont les joueurs de baseball. En 1993, il intègre l'école secondaire James Bowie à Arlington. Il joue au poste de quarterback pour l'équipe de football américain en automne et au champ extérieur pour l'équipe de baseball au printemps. En 1997, pour sa dernière année d'école secondaire, il frappe 7 coups de circuit, produit 20 points, obtient une moyenne au bâton de ,565 et vole 24 buts. Il signe une lettre d'intention avec l'Université du Texas (à Austin (Texas)) pour intégrer le programme de baseball des Longhorns. Cependant, Jim Hughes, un des recruteurs des Blue Jays, est impressionné par les talents de Wells lors d'une séance d'entraînement organisée par son père et le recommande à son organisation pour le repêchage amateur de 1997. Il est sélectionné au premier tour en 5e position et devient le premier joueur de son école secondaire choisit lors du repêchage de Ligue majeure.

## Carrière
Vernon Wells signe son premier contrat professionnel le 3 juin. Il commence sa carrière dans la New York - Penn League (niveau A-) avec les Stompers de Saint Catharines. Il finit la saison avec 10 circuits (troisième de la ligue), 31 points produits et une moyenne au bâton de 0,307 en 66 matchs. La saison suivante, il est promu aux Suns d'Hagerstown (South Atlantic League, niveau A) avec Michael Young et Cesar Izturis, deux autres futurs joueurs de Ligue majeure. Il est d'abord aligné comme premier frappeur en avril mais ses performances déçoivent (0,184 de moyenne). Son entraîneur le déplace au cœur de l'alignement et il montre un autre visage en mai avec une moyenne de ,340 et 20 points marqués. Sur la saison, il frappe 11 circuits et produit 65 points avec une moyenne au bâton de ,285 en 134 matchs.
En 1999, il commence la saison avec les Blue Jays de Dunedin (Florida State League, niveau A+). En 70 matchs, il frappe 16 doubles, 2 triples, 11 circuits, produit 43 points, obtient une moyenne au bâton de ,343 et vole 13 buts. Il est sélectionné pour participer au match des étoiles de la ligue et décroche le titre de meilleur joueur du match. Le 23 juin, il est promu au niveau supérieur avec les Smokies de Knoxville en Southern League. En 26 matchs, il frappe 38 coups sûrs et 3 circuits pour une moyenne au bâton de ,358. Il est sélectionné pour la première édition du Match des étoiles du futur au Fenway Park de Boston. Le 26 juillet, il est de nouveau promu au niveau supérieur en Ligue internationale avec les Syracuse SkyChiefs. En 33 matchs, il frappe 4 circuits et produit 21 points avec une moyenne au bâton de ,310. Au total, il aura joué 129 matchs en ligues mineures, frappant 18 circuits et produisant 81 points avec une moyenne de ,334.

### Blue Jays de Toronto

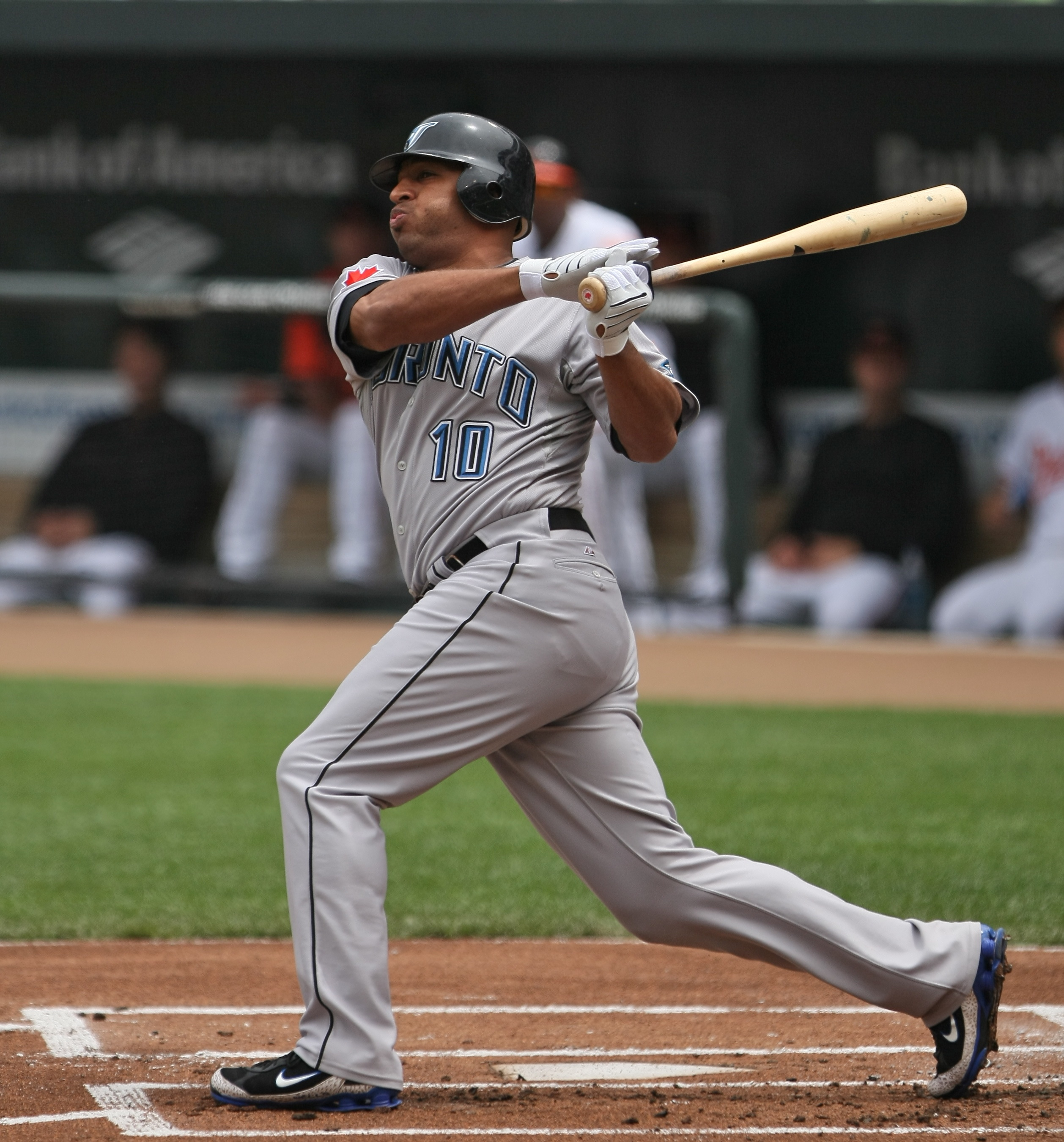
Vernon Wells avec les Blue Jays.

Ses performances lui valent d'intégrer l'effectif des Blue Jays de Toronto lors de l'élargissement de 25 à 40 joueurs en fin de saison. Il joue sa première rencontre de Ligue majeure le 30 août face aux Twins du Minnesota au poste de champ centre. Il frappe son premier circuit le 13 septembre face aux Yankees de New York. En 24 matchs, il obtient une moyenne au bâton de ,261 et surtout ne commet aucune erreur en défense (50 retraits, 4 aides et 1 double jeu).
Wells claque 31 circuits, son plus haut total en cinq ans, en 2010, dans une saison où les Blue Jays dominent le baseball majeur pour les longues balles. Il produit 88 points et est invité à la mi-saison à sa troisième partie d'étoiles.
En 2010, l'implication de Wells et son épouse pour la cause des enfants négligés et des mères monoparentales est soulignée, alors que le joueur reçoit le prix Branch Rickey, décerné annuellement pour remercier un athlète des Ligues majeures embrassant une cause humanitaire ou philanthropique.

### Angels de Los Angeles
Le 21 janvier 2011, Wells est échangé aux Angels de Los Angeles d'Anaheim en retour du voltigeur Juan Rivera et du receveur et premier but Mike Napoli. Wells ne frappe que pour ,218 en 131 parties à sa première saison chez les Angels. Il s'agit de sa plus faible moyenne au bâton en une année depuis le début de sa carrière. Il réussit toutefois 25 circuits et produit 66 points.
Il ne joue que 77 matchs pour l'équipe californienne en 2012, frappant pour ,230 avec 11 circuits et 29 points produits.

### Yankees de New York
Le 26 mars 2013, les Angels échangent Wells aux Yankees de New York en retour de deux joueurs des ligues mineures, le voltigeur Exircardo Cayones et le lanceur gaucher Kramer Sneed. Les Angels acceptent de payer la majorité du salaire de leur ancien joueur en 2014.
Wells ne joue qu'une saison chez les Yankees. En 2013, il entre en jeu dans 130 parties et frappe pour ,233 de moyenne au bâton avec 11 circuits et 50 points produits. Il est retranché par le club en janvier 2014.